# Dichiseni (gmina)
Dichiseni – gmina w Rumunii, w okręgu Călărași. Obejmuje miejscowości Coslogeni, Dichiseni, Libertatea i Satnoeni. W 2011 roku liczyła 1734 mieszkańców. 